# 3736 Rokoske
3736 Rokoske eller 1987 SY3 är en asteroid i huvudbältet som upptäcktes den 26 september 1987 av den amerikanske astronomen Edward L.G. Bowell vid Anderson Mesa Station. Den är uppkallad efter Thomas Leo Rokoske.
Asteroiden har en diameter på ungefär 19 kilometer och den tillhör asteroidgruppen Eos.